# Honey Twins
Les Honey Twins sont un duo de schlager autrichien.

## Histoire
Le duo est formé des chanteuses autrichiennes Andrea Horn alias Hedi Prien et Beatrix « Trixie » Kühn.
Andrea Horn, d'une formation de chant classique, accepte un contrat pour de la chanson en 1959 sous le nom de Hedi Prien et accepte les opportunités de cours qui lui sont offertes, notamment les Honey Twins pour accompagner en studio Peter Kraus, Ted Herold ou Gus Backus. Beatrix Kühn est la fille d'un musicien et compositeur de la scène viennoise. Elle chante au début en secret de son père qui finalement accepte sa carrière.
Le nom Honey Twins est donné aux chanteuses lors des enregistrements par leur producteur Gerhard Mendelson d'après la remarque d'une visiteuse.
Avec une version germanophone de Charly Brown, elles obtiennent le succès en juin 1959, mais il ne se répétera pas. Leurs apparitions dans des comédies comme Mein Schatz, komm mit ans blaue Meer ne font pas croître leur carrière. La tournée Schlagerbummel à travers l'Allemagne et l'Autriche à l'automne 1959, à laquelle le duo participe, deivent légendaire, notamment à cause des enregistrements  mais pas des Honey Twins. Après une reprise de Banjo Boy du duo d'enfants danois Jan & Kjeld, Hedi Prien rencontre Wyn Hoop le jour de la Saint-Nicolas dans le studio de l'ARD et décide de mettre fin au duo. Elle perd son contrat avec Polydor, signe avec Philipps, collabore avec Hoop et prend le nom d'Andrea Horn.

## Source de la traduction
- (de) Cet article est partiellement ou en totalité issu de l’article de Wikipédia en allemand intitulé « Honey Twins » (voir la liste des auteurs).